# Grand Bassin (La Réunion)
Pour les articles homonymes, voir Grand Bassin.
Grand Bassin est un petit village de l'île de La Réunion. Situé au fond de la vallée encaissée creusée par le bras de Sainte-Suzanne à peu de distance en amont du point où il rejoint le bras sec et le bras des roches noires pour former le bras de la Plaine, il demeure l'un des îlets les plus difficiles d'accès des Hauts de ce territoire. Pour l'atteindre depuis le village de Bois Court situé à 1 350 mètres d'altitude, il faut en effet descendre jusqu'à environ 700 mètres d'altitude le long d'un chemin d'accès escarpé comportant un dénivelé de plus de 650 mètres. Bois Court est placé en surplomb de Grand Bassin sur les bords du plateau de la Plaine des Cafres. Grand Bassin a été rattaché à la commune du Tampon en 1977, en détachement de la Commune de l'Entre-Deux.
Grand Bassin est depuis des années un site d'expérimentation pour la transmission d'énergie sans fil. L'îlet est également le terrain où évoluerait une créature fantastique appelée la Timise.

## Annexe